# 國家與大學圖書館 (丹麥)
國家與大學圖書館（丹麥語：Statsbiblioteket）是丹麦的奧胡斯大學圖書館以及國家圖書館，於1897年成立並在1902年開始營業。